# The Killers
The Killers je americká indie rocková skupina pocházející z Las Vegas (Nevada).
Kapela vznikla v roce 2001, jejími zakládajícími členy jsou Brandon Flowers (zpěv, klávesy), Dave Keuning (zpěv, kytara) Mark Stoermer (baskytara) a Ronnie Vannucci Jr. (bicí). Debutové album Hot Fuss vyšlo v roce 2004, druhá deska s názvem Sam’s Town o dva roky později. V roce 2007 vydali The Killers kompilaci raritních a béčkových písniček, které se nevešly na předchozí alba, pod názvem Sawdust. Další album nese název Day & Age, vyšlo 22. listopadu 2008 (v Austrálii). Následovala alba Battle Born (2012) a Direct Hits (2013).

## Historie
Brandon Flowers začínal jako klávesista v kapele Blush Response. V roce 2001 se však odmítl spolu se zbytkem kapely přestěhovat do Los Angeles a dobrovolně odešel. Krátce poté navštívil koncert Oasis a uvědomil si, že by chtěl dosáhnout spojení rockové kapely a kláves. V počátcích formování nové kapely začal nejprve s hledáním kytaristy. Odpovědí na jeho volání byl Dave Keuning – společně dali základ kapele, do které později vstoupili Mark Stoermer coby baskytarista a Ronnie Vannucci Jr. jako bubeník. The Killers se začali zabydlovat ve velkých klubech v Las Vegas a po čase na sebe strhli pozornost hudebních agentů a vydavatelství. 

První album Hot Fuss vyšlo v Británii 7. června 2004 na labelu Lizard King (nyní Marrakesh), ve Státech o osm dní později na Island Records. Deska se okamžitě dostala na první místo prodávanosti ve Velké Británii, Irsku a Austrálii, přičemž nejvíce bodovaly singly „Mr. Brightside“ a „Somebody Told Me“. 

Vydání druhého Sam's Town bylo sledováno s velikým napětím a očekáváním. Pokud by se o prvním albu dalo říci, že mělo typický zvuk britských kytarovek, tak tentokráte The Killers vsadili spíše na „americký“ zvuk s množstvím silných, avšak na první poslech „méně líbivých“, písní. Flowers tehdy dokonce prohlásil: „Bude to jedno z nejlepších alb za posledních dvacet let.“ I přes velmi rozdílné hodnocení kritiků (jedni ho označovali za zklamání, druzí se nad ním rozplývali chválou), The Killers na svém druhém albu dospěli – zaplněné koncerty a více než 3,7 mil. prodaných desek byla jasná odpověď fanoušků. Hity jako „When You Were Young“, „For Reasons Unknown“ nebo „Read My Mind“ znamenaly další nárůst popularity a rozšíření fanouškovské základny. 

Další deska, Sawdust, tvořená sbírkou raritních a béčkových songů připomíná spíše kompilaci než klasické studiové album. Killers se tentokráte nechali inspirovat béčkovými deskami Oasis, The Smiths a Smashing Pumpkins. Uslyšíte na něm například cover Joy Division „Shadowplay“, dále píseň, kterou kapela nahrála společně s Lou Reedem, „Tranquilize“, živou verzi originálního songu z roku 1969 nahranou pro Radio One „Ruby, Don’t Take Your Love to Town“ nebo remix „Mr. Brightside“.

V roce 2007 koncertovali v rámci tour k desce Sam’s Town po celém světě, 5. července vystoupili jako hlavní hvězda na festivalu Rock for People v Hradci Králové.
V listopadu roku 2008 The Killers vydali svou třetí studiovou desku, Day & Age. Zvukem připomíná hlavně album Hot Fuss, i když jeho slávy nedosáhla. Hlavními motivy jsou nadčasová témata, jako například lidství. Nejznámější skladbou se stal singl Human, kterou Flowers přirovnal k setkání Johny Cashe a Pet Shop Boys. Na následné tour navštívili všechny kontinenty kromě Antarktidy a staly se headlinery na festivalech Lollapalooza a Coachella. Také vydali nahrávku z koncertu v Royal Albert Hall.
Začátkem roku 2010 se skupina rozhodla pro přestávku. Během ní někteří členové nahráli sólová alba, kupříkladu Brandon Flowers popovou desku Flamingo.
V roce 2012 se skupina opět sešla a pustila se do nahrávání čtvrté desky, s názvem Battle Born, ze které 10. července vzešel první singl Runaways. Album Battle Born vyšlo 18. září 2012. Stejně jako ostatní studiová alba se vyšvihlo na první příčku v prodávanosti, ale kritikou tak kladně hodnoceno nebylo. Kapela změnila zvuk, hodně zvýraznila kytarovou složku a přiblížila se tak klasickým rockovým šlágrům. Hovořilo se tak o definitivním konci post-punk revivalu.
Rok poté Killers vydali album Direct Hits. Sestává z nejznámějších skladeb obsažených na předchozích albech a také dvou nových songů – „Shot at the Night“ a „Just Another Girl“. Poté kapela oznámila další pauzu, plánuje ale vydat páté studiové album.
Kromě toho skupina každé Vánoce nahrává skladby na podporu kampaně Product Red, která se angažuje v léčbě AIDS, TBC a malárie. Tato tradice započala v roce 2006 singlem „A Great Big Sled“. Na skladbě „Joseph, Better You Than Me“ se podíleli i Elton John a Neil Tennant z Pet Shop Boys.

## Diskografie

### Studiová alba
- Hot Fuss (2004)
- Sam’s Town (2006)
- Day & Age (2008)
- Battle Born (2012)
- Wonderful Wonderful (2017)
- Imploding The Mirage (2020)
- Pressure Machine (2021)

### Kompilace
- Sawdust (2007)
- Direct Hits (2013)

### Singly
- „Somebody Told Me“ (2004)
- „Mr. Brightside“ (2004)
- „All These Things That I’ve Done“ (2004)
- „Somebody Told Me“ – 2. vydání (2005)
- „Smile Like You Mean It“ (2005)
- „Under the Gun“ (2005)
- „Glamorous Indie Rock & Roll“ (2005)
- „When You Were Young“ (2006)
- „Bones“ (2006)
- „A Great Big Sled“ (2006)
- „Read My Mind“ (2007)
- „For Reasons Unknown“ (2007)
- „Shadowplay“ (2007)
- „Tranquilize“ (2007)
- „Romeo and Juliet“ (2007)
- „Don’t Shoot Me Santa“ (2007)
- „Human“ (2008)
- „Spaceman“ (2008)
- „Joseph, Better You Than Me“ (feat. Elton John and Neil Tennant) (2008)
- „The World We Live In“ (2009)
- „A Dustland Fairytale“ (2009)
- „¡Happy Birthday Guadalupe!“ (feat. Wild Light and The Bronx) (2009)
- „Boots“ (2010)
- „The Cowboys’ Christmas Ball“ (2011)
- „Runaways“ (2012)
- „Shot at the Night“ (2013)
- „Just Another Girl“ (2013)